# Leng Tch'e
Leng Tch'e es una banda de grindcore proveniente de Bélgica. La banda describe su estilo como "razorgrind", el cual es una combinación de grindcore con death metal, stoner rock y metalcore.
El nombre de la banda deriva del vocablo «lingchi», un método de tortura y ejecución originario del Imperio chino, más conocido como «la muerte por mil cortes». Death by a Thousand Cuts (muerte por mil cortes) es también el título de su álbum debut.
Con la salida de Sven de Caluwé en el año 2007, la banda no cuenta con ningún integrante original.

## Biografía
El baterista de Leng Tch'e, Sven, es conocido por ser el vocalista y líder de Aborted. La banda comenzó su carrera después de la ruptura de Anal Torture a principios del 2002, creada por Sven y el guitarrista de Dark Ages Glen, junto con el vocalista Isaac y el baterista Kevin. Leng Tch'e firmó contrato con la disquera italiana Spew para lanzar su álbum Death by a Thousand Cuts en el 2002, el cual sería seguido por un split con Black Ops.
La banda tuvo que contratar al guitarrista israelí Nir 'The Goat' Doliner de Lehavoth, durante sus conciertos en Israel abriendo escenario para Amon Amarth. No pudiendo conseguir un bajista, el guitarrista Nicolas optó por cubrir ese puesto. Desafortunadamente, Doliner no pudo integrarse a la banda por tiempo completo debido a la distancia entre las residencias de ambos. A principios del 2004, la banda reclutó a Geert como segundo guitarrista y a Frank Rizzo (de Pyaemia) como bajista permanente a finales del 2003. Mientras tanto, Isaac comenzó un proyecto de Noise llamado Permanent Death y el baterista Sven De Caluwé se integraría a In-Quest como vocalista para su nuevo álbum.
El segundo álbum de la banda, ManMadePredator, fue programado para ser lanzado en mayo de 2004. Leng Tch'e propuso lanzar un split con Fuck...I'm Dead en el 2004 a través de No Escape Records y otro split con Gronibard para Brigade Records. El guitarrista Rizzo salió de la banda en agosto, pero fue reemplazado hasta noviembre por Jan Hallaert. A principios del 2005 la banda incluyó en su alineación a Boris (de Suppository) como su nuevo vocalista, debutando con la banda el 30 de abril en el festival 'Face Your Underground' en Antwerp.
Leng Tch'e firmó contrato con Relapse Records en marzo, programando para el verano el lanzamiento de su nuevo álbum, The Process of Elimination. La banda tocó en varios shows de la costa este de Estados Unidos junto a Impaled, Malignancy y Aborted además de realizar un tour canadiense junto a bandas locales de Quebec como Fuck the Facts, Gorgasm y Beneath the Massacre en el 2006.
El 9 de marzo de 2007, la banda lanzó Marasmus a través de Relapse Records. Algunos críticos comentaron que el álbum poseía un sonido muy cercano al deathcore.
El 16 de mayo de 2008, se anunció que Boris había decidido salir de la banda.

Después de estos cuatro geniales y locos años de vida, he decidido frenar mis actividades con Leng Tch'e. Es una difícil decisión, considerando que realmente me fascina hacer giras y presentaciones en vivo con estos. Sin embargo, he llegado a un punto en mi vida donde me empiezan a interesar otro tipo de cosas. Siento que ya no poseo las mismas energías ni el compromiso que solía tener en un principio y ese es el motivo por el cual me retiro de Leng Tch'e. Se que es difícil terminar una larga relación de trabajo como esta y se también que me sentire extraño sabiendo que ellos continuaran sin mi. No obstante, considero que esta es una buena decisión y les deseo lo mejor en un futuro. Leng Tch'e me ha hecho ser quien soy ahora. Gracias por todo! - Boris.

## Influencias
En su MySpace, la banda cito a Regurgitate, Hemdale, Nasum y Blood Duster como las principales influencias del grupo. Jan Hallaert ha citado también a Hateplow, Bury Your Dead, Burnt by the Sun, Yob, The Sword, Converge, Neurosis, Mastodon, Aborted, Ringworm, Morbid Angel, Hatebreed, Torche, Suffocation, Fu Manchu y Cephalic Carnage.

## Integrantes

### Actuales
- Serge Kasongo - voz (2008- )
- Jan Hallaert - guitarra (2002- )
- Nicolas Malfeyt - bajo (2005- )
- Tony Van den Eynde - batería (2007- )

### Pasados
- Kevin - bajo (2001-2002)
- Glen Herman - guitarra (2001-2003)
- Isaac Roelaert - voz (2001-2005)
- Sven de Caluwé (aka Svencho) - batería (2001-2007)
- Nir Doliner - guitarra (2003)
- Frank "Rizzo" Stijnen - guitarra (2003-2004)
- Geert Devenster - guitarra (2004-2007)
- Peter Goemaere - guitarra (2007)
- Boris Cornelissen - voz (2005-2008)

## Discografía
- Razorgrind (Split 7" EP con Black Ops) (2002)
- Death by a Thousand Cuts (2002)
- ManMadePredator (2003)
- The Process of Elimination (2005)
- Amusical Propaganda for Sociological Warfare (Split 7" EP con Warscars) (2006)
- Marasmus (2007)
- Split con Fuck the Facts (2008)
- Hypomanic (2010)